# Acer taronense
Acer taronense é uma espécie de árvore do gênero Acer, pertencente à família Aceraceae.